# رافائل موررا
رافائل موررا (انگلیسی: Rafael Morera؛ زادهٔ ۱ نوامبر ۱۹۰۳) بازیکن فوتبال اهل اسپانیا است.
از باشگاه‌هایی که در آن بازی کرده‌است می‌توان به باشگاه فوتبال ایبار و باشگاه فوتبال رئال مادرید اشاره کرد.